# Capcom World 2: Adventure Quiz
Cet article possède un paronyme, voir Capcom World.
Capcom World 2: Adventure Quiz (アドベンチャークイズ カプコンワールド2) est un jeu vidéo de quiz développé et édité par Capcom sur CP System en juin 1992,.

## Série
1. Capcom World: Adventure Quiz
2. Hatena? no Daibōken: Adventure Quiz 2
3. Capcom World 2: Adventure Quiz